# ایستگاه راه‌آهن سعادت‌شهر
ایستگاه راه‌آهن سعادت‌شهر یک ایستگاه راه‌آهن در سعادت‌شهر، استان فارس است. این ایستگاه در میانه خط‌آهن شیراز-اصفهان و شیراز-یزد قرار دارد. گرداننده این ایستگاه شرکت راه‌آهن جمهوری اسلامی ایران است.
| ایستگاه قبلی       |  | شرکت راه‌آهن جمهوری اسلامی ایران |  | ایستگاه بعدی       |
| ------------------ |  | ------------------------------- |  | ------------------ |
| مرودشتبه سمت شیراز |  | راه‌آهن ایران                    |  | صفاشهربه سمت مشهد  |
| مرودشتبه سمت شیراز |  | راه‌آهن ایران                    |  | صفاشهربه سمت تهران |